# تیاکومایسین
تیاکومایسین‌ها خانواده‌ای از آنتی‌بیوتیک‌های ماکرولیدی هستند که از یک گونه از اکتینوباکترها از زیرگونهٔ "hamdenesis" گونهٔ Dactylosporangium aurantiacum به‌دست می‌آیند. خانوادهٔ آنتی‌بیوتیک‌های تیاکومایسین، با خانوادهٔ کلستومایسین هم‌پوشانی قابل‌توجهی دارد.
۶ آنتی‌بیوتیک ۱۸ عضوی در خانوادهٔ تیاکومایسین شناسایی شده‌است.
این شش خانواده، تیاکومایسین‌های اِی تا اِف نام گرفته‌اند. در حال حاضر، تنها یکی از این آنتی‌بیوتیک‌ها، به‌نام تیاکومایسین بی (یا لیپیارمایسین یا کلستومایسین بی۱) به‌صورت تجاری با نام عمومی فیداکسومایسین موجود است.